# Anna Dovgopol
 (février 2025).
Motif : Les sources centrées, pour autant qu'on les juge recevables, datent toutes de 2021.
- Archive Wikiwix
- Bing
- Cairn
- DuckDuckGo
- E. Universalis
- Gallica
- Google
- G. Books
- G. News
- G. Scholar
- Persée
- Qwant
- (zh) Baidu
- (ru) Yandex
- (wd) trouver des œuvres sur Wikidata

| 1. | Préciser le motif de la pose du bandeau. | Précisez le motif de la pose du bandeau en utilisant la syntaxe suivante : {{admissibilité à vérifier\|date=mars 2025\|motif=remplacez ce texte par le motif}}                     |
| 2. | Informer les utilisateurs concernés.     | Pensez à avertir le créateur de l'article, par exemple, en insérant le code ci-dessous sur sa page de discussion : {{subst:avertissement admissibilité à vérifier\|Anna Dovgopol}} |

Anna Dovgopol (née en 1981 ou 1982[réf. souhaitée]) est une militante ukrainienne des droits LGBT et une universitaire spécialisée dans les études de genre.

## Jeunesse et études
Anna Dovgopol prend conscience des rôles liés au genre ainsi qu'aux attentes de la société envers ces rôles dès son plus jeune âge. Elle s'est disputée avec ses parents pour pouvoir porter des pantalons à l'école plutôt que des robes ou des jupes.
Anna Dovgopol étudie les communications à l'université du sud du Maine avant d'obtenir une licence en études américaines et en traduction à l'université américaine d'Asie centrale. Elle est titulaire d'une maitrise en études de genre de l'université d'Europe centrale.

## Activisme
En 2005, alors qu'elle étudiait à l'université américaine d'Asie centrale, Anna Dovgopol a contribué à fonder une organisation LGBT à Bichkek appelée Labrys,. Après son retour en Ukraine en 2006, elle a travaillé pendant un an pour Women's Network, une ONG féministe lesbienne,. A l'été 2007, avec Olena Schevchenko notamment, elle a cofondé Insight, une ONG axée sur les questions LGBT. Elle y a travaillé pendant les deux années suivantes,.
En 2009, Anna Dovgopol a travaillé avec le Forum gay d'Ukraine pour créer la Coalition pour lutter contre la discrimination en Ukraine. L'année suivante, elle a travaillé pour le bureau ukrainien d'Amnesty International. Anna Dovgopol a travaillé avec KyivPride au milieu des années 2010,.
Elle est actuellement[Depuis quand ?] co-éditrice de Gender in Detail, un site Web ukrainien consacré à la science populaire. Elle travaille à la Fondation Heinrich Boell depuis 2012, où elle est coordinatrice du programme Genre depuis 2024,. Elle est également coordinatrice des femmes en charge des situations d'urgence chez CARE Ukraine. Après l'invasion russe de l'Ukraine, Anna Dovgopol a concentré une partie de ses recherches à l'impact de la guerre sur les rôles de genre (et vice versa) ainsi que sur les actions entreprises par les femmes ukrainiennes en réponse à la guerre,,.

## Vie privée
Anne Dovgopol se considère comme féministe et lesbienne,. Elle a réalisé pour la première fois qu'elle n'était pas hétéro à l'âge de 21 ans. Après l'invasion de l'Ukraine par la Russie en 2022, Anna Dovgopol a quitté le pays pour l'un des États baltes.